# Turacoena
Turacoena är ett släkte med fåglar i familjen duvor inom ordningen duvfåglar med numera tre arter som alla förekommer i Indonesien:
- Vitmaskad gökduva (T. manadensis)
- Sulagökduva (T. sulaensis) – betraktades fram till nyligen som en del av manadensis
- Svart gökduva (T. modesta)